# تپه نورجان
تپه نورجان ، روستایی است از توابع بخش مرکزی شهرستان گنبد کاووس در استان گلستان ایران.

## جمعیت
این روستا در دهستان باغلی ماراما قرار داشته و براساس سرشماری سال1390جمعیت آن 700 نفر (150 خانوار) بوده‌است.